# Leonard Goudhaire
Leonard Goudhaire, auch geschrieben als Leonhard Goudhaire (* in Lüttich; † 27. Oktober 1724 in Bensberg) war ein wallonischer Steinmetzmeister.

## Leben

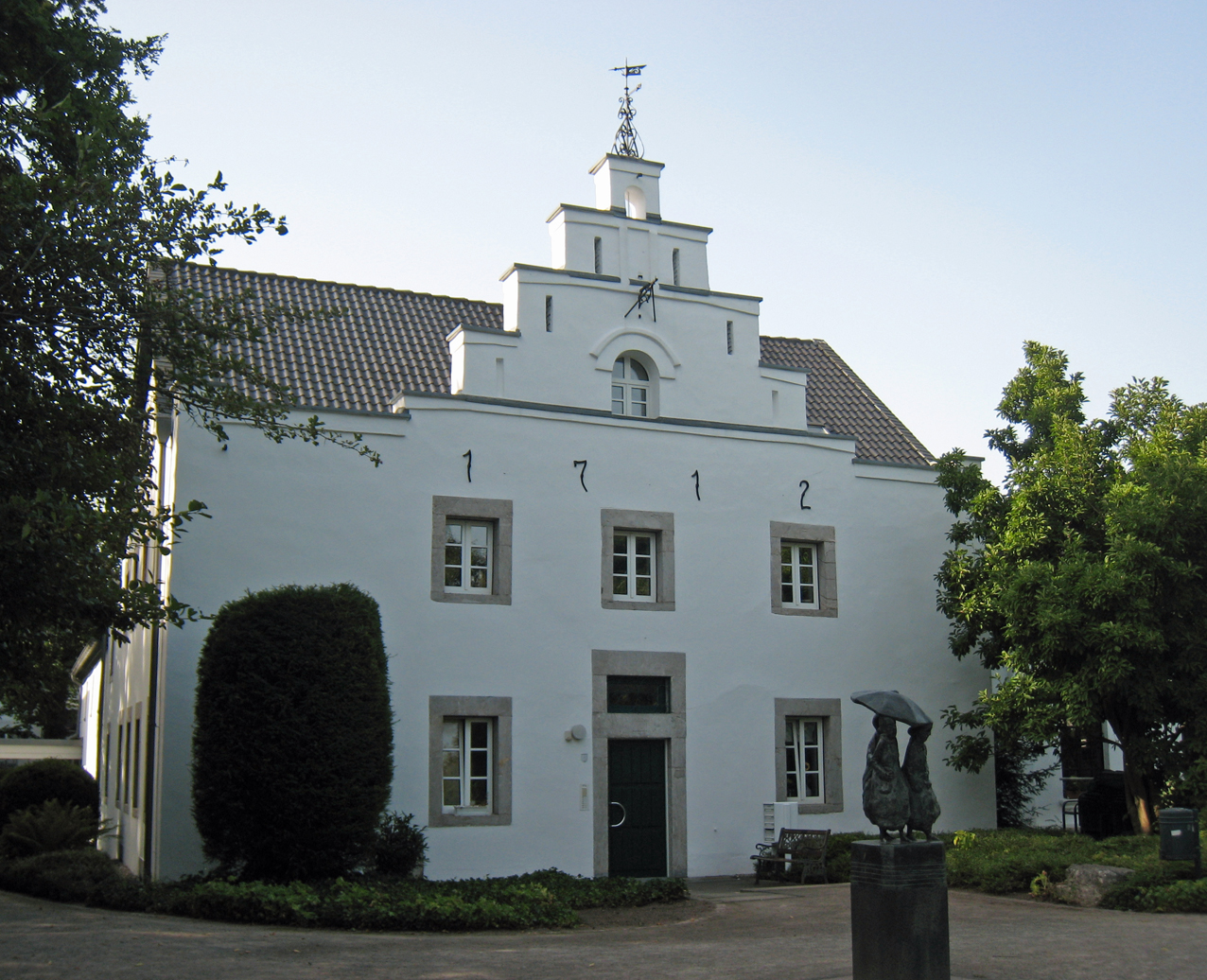
Haus Steinbreche

Goudhaire war von Kurfürst Johann Wilhelm, genannt Jan Wellem, zusammen mit anderen wallonischen Steinmetzen für den Bau von Schloss Bensberg angeworben worden. Seine Aufgabe bestand zunächst darin, Werksteine für Türen und Fenster sowie die Fassadengestaltung des Bensberger Schlosses aus dem in Refrath an der Steinbreche gefundenen festen Kalkstein herzustellen.
Jan Wellem war mit den Arbeiten Goudhaires so zufrieden, dass er ihm ein Grundstück in der Nähe der Steinbrüche schenkte. Er war seit 1703 mit Katharina Beckers verheiratet und baute 1712 das heute noch stehende Haus Steinbreche. Beide hatten acht Kinder, vier Söhne und vier Töchter. Wegen seiner Verdienste wurde er in der Alten Refrather Taufkirche beigesetzt.